# Жолудниця азійська
Жолудниця азійська (Eliomys melanurus) — гризун родини вовчкових (Gliridae).

## Поширення
Країни проживання: Єгипет, Ірак, Ізраїль, Йорданія, Ліван, Лівія, Саудівська Аравія, Сирія, Туреччина. Висота проживання: від малої висоті пустелі до 2850 м. Живе в найрізноманітніших місцях проживання від степів і напівпустель на високих гір в скелястих районах, які позбавлені дерев і чагарників. Вид був виявлений в областях, які покриті снігом протягом всієї зими.

## Загрози та охорона
Має широкий ареал і не є під серйозною загрозою. Надмірний випас худоби і втрата рослинності є проблемою в деяких областях, наприклад, в пустелі Негев.